# Diocèse de Chulucanas
Le diocèse de Chulucanas (en latin : Dioecesis Chulucanensis) ; en espagnol : Diócesis de Chulucanas) est un diocèse de l'Église catholique du Pérou suffragant de l'archidiocèse de Piura.

## Territoire
Il comprend les provinces d'Ayabaca, Huancabamba et de Morropón dans le département de Piura. Les autres provinces de ce département sont gérées par l'archidiocèse de Piura. Son territoire est d'une superficie de 13 306 km2 divisé en 23 paroisses. L'évêché est à Chulucanas où se trouve la cathédrale de la Sainte Famille.
L'Église de Notre-Dame du Pilier d'Ayabaca (es), proche de la frontière équatorienne, est un lieu de pèlerinage envers le Seigneur captif d'Ayabaca (es) dont les festivités sont reconnus comme patrimoine culturel de la nation.

## Histoire
La prélature territoriale de Chulucanas est érigée le 4 mars 1964 par la constitution apostolique Venerabilis Frater du pape Paul VI en prenant une partie du territoire du diocèse de Piura (aujourd'hui archidiocèse). Nommé suffragant de l'archidiocèse de Trujillo lors de sa création, il intègre la province ecclésiastique de Piura le 30 juin 1966.
Par la lettre apostolique Quantum recta du 17 juin 1974, Paul VI décrète que la Sainte Famille est la patronne principale de la prélature. Le 12 décembre 1988, la prélature est élevée au rang de diocèse par la constitution apostolique Quoniam praelaticia du pape Jean-Paul II.

## Évêques
- Juan Conway McNabb, O.S.A (4 mars 1964 - 28 octobre 2000)
- Daniel Thomas Turley Murphy, O.S.A (28 octobre 2000 - 2 avril 2020)
- Cristóbal Bernardo Mejía Corral (2 avril 2020 - )